# Leptostelma
Leptostelma é um género botânico pertencente à família Asteraceae.
A autoridade científica do género é D. Don, tendo sido publicado em The British Flower Garden, series 2 38. 1830.

## Espécies
Segundo a base de dados The Plant List, o género tem 28 espécies descritas, das quais 7 são aceites:
- Leptostelma camposportoi (Cabrera) A.M.Teles & Sobral
- Leptostelma catharinensis (Cabrera) A.M.Teles & Sobral
- Leptostelma maxima D.Don
- Leptostelma maximum D.Don
- Leptostelma meyeri (Cabrera) A. Teles
- Leptostelma tucumanense (Cabrera) A. Teles
- Leptostelma tweediei (Hook. & Arn.) D.J.N.Hind & G.L.Nesom